# Corgatha aequa
Corgatha aequa är en fjärilsart som beskrevs av Walker 1864. Corgatha aequa ingår i släktet Corgatha och familjen nattflyn. Inga underarter finns listade i Catalogue of Life.